# Screven County
Screven County är ett administrativt område i delstaten Georgia, USA, med 14 593 invånare.  Den administrativa huvudorten (county seat) är Sylvania.

## Geografi
Enligt United States Census Bureau så har countyt en total area på 1 699 km². 1 671 km² av den arean är land och 27,9 km² är vatten.

### Angränsande countyn
- Allendale County, South Carolina - nord
- Hampton County, South Carolina - öst
- Effingham County - sydost
- Bulloch County - sydväst
- Jenkins County - väst
- Burke County - nordväst